# Comportamento
Il comportamento è il modo di agire e reagire di un oggetto o un organismo messo in relazione o interazione con altri oggetti, organismi o più in generale con l'ambiente. Si tratta dunque dell'esternazione di un atteggiamento, il quale a sua volta si basa su un'idea o una convinzione, più o meno realistica fino anche un pregiudizio. Il comportamento umano può essere conscio o inconscio, volontario o involontario, ed è strettamente collegato al tipo o modello di personalità dell'individuo.

## Descrizione
Il filosofo statunitense Ralph Waldo Emerson identificava il comportamento spontaneo con l'anima della persona: il comportamento e le maniere di fare come confessioni di chi si è realmente. Il comportamento umano, così come quello di altri organismi, può essere comune, insolito, accettabile o inaccettabile. Gli uomini valutano l'accettabilità di un determinato comportamento usando norme sociali e regolando i comportamenti tramite mezzi di controllo sociale.
Negli animali il comportamento è controllato dal sistema endocrino e da quello nervoso. La complessità del comportamento di un organismo è legato alla complessità del suo sistema nervoso. Generalmente, organismi con un sistema nervoso più complesso hanno più grandi capacità di imparare nuove risposte e correggere il loro comportamento in funzione delle risposte ambientali e relazionali che l'organismo stesso riceve come feedback dall'ambiente.
Il comportamento animale è studiato in psicologia comparata, etologia, ecologia comportamentale e sociobiologia, mentre quello umano è studiato invece dalla psicologia comportamentale o comportamentismo.

### Utilizzo del termine in altri ambiti
Oltre che nel contesto della sociologia, il termine viene utilizzato in altri ambiti, con diversi significati:
- Nella sociologia, il comportamento è considerato come senza senso, non essendo diretto ad altre persone e quindi la più basilare delle azioni umane. Il comportamento non deve essere confuso con il comportamento sociale[1], che è un'azione più avanzata, in quanto comportamento diretto specificatamente verso altre persone.

- Nel diritto il comportamento umano può essere preso in considerazione come fatto giuridico, più precisamente come atto giuridico se è rilevante la sua volontarietà o come mero fatto se, invece, non è rilevante.
- In informatica il comportamento è usato per indicare una costruzione antropomorfica che assegna la "vita" alle attività effettuate da un computer, da applicazioni informatiche o da codici di computer in risposta agli stimoli, quale l'input dell'utente. Inoltre "un comportamento" è un blocco riutilizzabile del codice o dello scritto di un computer che, una volta applicato ad un oggetto (informatica), specialmente grafico, causa in esso la risposta all'input dell'utente nei modelli espressivi, per funzionare indipendentemente, come se fosse vivo.

## Nella psicolinguistica
Nato nel 1920, George Armitage Miller - noto come studioso della psicologia cognitiva e autore dell’opera “linguaggio e comunicazione” - pone le basi per l’argomento della psicolinguistica. Il comportamento inteso come il prodotto dello sviluppo dell’informazione pone le basi per poter analizzare che l’intero comportamento è da riassumere nello schema T.O.T.E. suddiviso in 4 fasi (Test-Operate-Test-Exit).
1. Test: Ogni volta che si compie un’attività, si verifica primariamente nell’ambiente se la situazione di partenza sia congruente (coerente) con gli obiettivi di partenza che ci si pone;
2. Operate: poi si agisce direttamente o si operano delle modifiche nelle condizioni di partenza al fine di adeguarle ai propri obiettivi d’azione;
3. Test: dopo aver agito si riverificano le condizioni alla luce dell’azione precedente confrontandole con gli obiettivi prefissati;
4. Exit: Infine se il risultato è soddisfacente si termina il processo e l’unita TOTE è conclusa, altrimenti, in caso di mancato raggiungimento degli obiettivi d’azione, si ritorna alla fase operate.

In tal senso ogni azione ha un obiettivo, e continuamente l’individuo accerta la conformità tra l’obiettivo e ciò che effettivamente accade.